# Panowo (rejon totiemski)
Panowo (ros. Паново) – wieś w Rosji, w rejonie totiemskim obwodu wołogodzkiego. W 2010 r. liczyła 24 mieszkańców.